# 東城百合子
東城 百合子（とうじょう ゆりこ、1925年〈大正14年〉10月1日 - 2020年〈令和2年〉2月22日）は、自然療法の先駆者であり、あなたと健康社の主宰者。あなたと健康社で料理教室の講師をしていたことから、東城先生と呼ばれる事も多い。東城百合子はペンネームで、本名は五来百合子。長男は五来純、次男は望月研。

## 略歴

### 幼少期・栄養士( -1942年)
1925年10月1日、岩手県葛巻町にて七人兄弟姉妹の四人目の次女として生まれる。生後五ヶ月、不慮の事故で左足の膝関節や股関節、尾てい骨が潰れ、背骨も歪み、左足を引きずって歩くようになる。父から、体が不自由でも尊敬された野口英世や塙保己一の話を聞いて育ち、悪い足と生きることを素直に受け入れる。
1942年、日本の栄養学の草分けと言われた佐伯矩に師事。栄養学を学び、栄養士になる。

### 聖書・結核( -1951年)
20歳頃、自身の婚約者の戦死をきっかけに、人はどこから生まれどこに帰っていくのかと考えるようになり、聖書を愛読するようになる。1948年頃、聖書を学んでいくうち夢中になっていき、栄養士より人の魂を救う伝道師になって聖書の精神を伝える仕事をしたいという夢を抱き神学校に入りたいと思うようになる。しかし23歳と結婚適齢期なため親は大反対したが反対を押し切り千葉の神学校に行った。ところが神学校で学んでいくうちに自分の学びたかったキリストの「愛」については教えてもらえず、趣旨が異なっていて自分に合わないと思った。しかし親の反対を押し切ってきたため、このままでは帰れないという気持ちや朝から晩まで学費のために働いていた疲れがいっぺんに押し寄せ行き詰まり、そんなことで自分を追い詰めて、その苦しみの果てに当時は死の病気とされていた結核になってしまう。それから2年半、結核の特効薬であるストレプトマイシンを毎日2本、1ヶ月で60本投与する化学療法を続ける。また、動物蛋白を取らないと治らないといわれ無理して生卵を1日4個生で飲む生活をする。その後、消化力も吸収力もないのに食べるため、「詰まって便秘すし、消化剤を飲んで詰め込む」というループに陥る。そうしているうちに薬の副作用により血便、血尿、血痰、高熱、呼吸困難で生死をさ迷う。そんな時、百合子の兄の医師が駆けつけ、「動物性の食べ物は酸性の血液を作り結核菌は繁殖してしまう。大地から生えてくる植物、穀物を主体に食べなさい。」と教わる。聖書にも「人間の食べ物は植物性のもの」とあったのを思い出し、玄米を中心とした一汁一菜の食事に切り替え、生姜湿布、足浴などの手当を行なった。1週間ほどで、ヘドロのような黒い宿便も出て、食欲が湧いてき、。その後こんにゃくの温湿布(自然療法の一つ)や野草、薬草の効果もあってか、肺の穴が塞がる。結核が治った後も玄米を中心とした一日2食の食生活、こんにゃく温湿布を毎日続けている。

### ハリー・ホワイト・ミラーとの出会い( -1960年)
1953年頃、職場である神学校の、食品工場で技術者として働いていた五来長利と結婚。長男・純誕生。2年後次男・研が誕生。
その頃職場で国際栄養研究所所長、国連保健機関(現:世界保健機関)の理事で大豆研究では世界的権威だったハリー・ホワイト・ミラーと出会い、彼が作る大豆ミルク(現:豆乳)に驚く。ミラーは日本に輸入される前のコーラを飲んで皮膚病になっているのではないかと沖縄の人々を心配し大豆ミルクを作る技術者が必要だと考えた。沖縄にはキリスト教信者で大豆ミルクを作りたい人がいると分かり、その方が招聘しミラーの後押しがあって東城一家は沖縄に行くことになった。

### 沖縄での健康運動
当時の沖縄では本土より先に清涼飲料水が大量に飲まれ、カルシウム不足からくる皮膚病が大流行していた。沖縄には黒砂糖やシークヮーサーなどの健康的なものがたくさんあるので昔の沖縄の食生活を取り戻せば健康になると、日刊紙『沖縄タイムス』の編集長に直談判する。そして食と健康についての記事を書いたところ大反響で、琉球新報にも記事を依頼されるほどだった。当時医者が少なかった沖縄は保健婦が充実していた。その保健婦を那覇保健所が沖縄各地から集めて料理や手当ての方法を講演、講習した。この動きは瞬く間に沖縄全土に広がった。しかし、健康運動はいいけどキリスト教と政府が繋がることは良くないと言われ3年間で沖縄に全てを伝え本土に帰った。

### 月刊誌『あなたと健康』
「あなたと健康」という名前で雑誌を発刊しようと考えていた頃、家の郵便ポストに『中心』という雑誌が入っていた。その雑誌を東城は目指したいと思い、中心の著者である常岡一郎の本を全て読み、会いに行き、常岡一郎の言葉にあと押してもらい、出版した。

### 死去
2020年2月22日、朝自宅で死去。享年94歳。

## 自然療法
この節では東城が勧める、東洋医学に基づいた療法である自然療法について記述する。自然療法には体の外側から働きかける「手当て」と体の内部から働きかける「食養」の二種類ある。

### 手当

#### 砂療法・砂浴
犬は病気になると土を掘ってその中に寝て治すということから人間も犬と同じように病気が治るのではないかと思い、東城が考え出した。八時間ほど砂に入ることで公害の毒出しに効果があると自身は語っている。

### 食養
土地や季節にあった野菜、精製されていない穀物を食べ、玄米を主食とし動物性蛋白質や白砂糖をできるだけ摂らない食生活を基本としている。

## 書籍

### 単著
- 『家庭でできる自然療法』(1978年5月22日、あなたと健康社)
- 『健康料理』(1981年10月1日、あなたと健康社)
- 『お母さんの栄養学』(1979年5月10日、あなたと健康社)
- 『マイナスもプラスに生きる』(2003年11月20日、あなたと健康社)
- 『心を育てる子どもの健康食』(2011年10月25日、あなたと健康社、ISBN 978-4-262-12837-5)
- 『玄米菜食と健康料理』(2007年3月24日、池田書店、ISBN 978-4-262-12812-2)
- 『安心してできる離乳からの健康育児』(1998年7月25日、池田書店、ISBN 4-262-12806-7)
- 『食卓からの子育て』(1997年4月1日、池田書店、ISBN 4-262-12808-3)
- 『薬草の自然療法』(2004年8月20日、池田書店、ISBN 4-262-12809-1)
- 『お天道さま、ありがとう。』(2000年5月15日、サンマーク出版、ISBN 4-7631-9291-4)
- 『かならず春は来るから』(2005年11月1日、サンマーク出版、ISBN 4-7631-9669-3)
- 『「自然療法」シンプル』(2010年7月15日、三笠書房、ISBN 978-4-8379-2368-8)
- 『食生活が人生を変える』(知的生きかた文庫、三笠書房、ISBN 4-8379-7281-0)
- 『食生活が人生を変える』(2014年3月10日、知的生きかた文庫、三笠書房、ISBN 978-4-8379-8250-0)
- 『自然療法が「体」を変える』(2011年7月10日、知的生きかた文庫、三笠書房、ISBN 978-4-8379-7956-2)
- 『食生活が人生を変える』(1990年9月17日、光雲社、ISBN 4-7952-7331-6)

### 共著
- 『あなたもできる「食育」』(五来純との共著。2006年11月11日、アートヴィレッジ、ISBN 4-901053-53-1)

### 監修
- 『ビワの葉自然療法』(望月研著。2011年12月25日、池田書店、ISBN 978-4-262-12248-9)
- 『自然食のおやつ』(五来純著。2008年4月12日、アートヴィレッジ、ISBN 978-4-901053-65-5)